# Rhomphaea paradoxa
Rhomphaea paradoxa är en spindelart som först beskrevs av Władysław Taczanowski 1873.  Rhomphaea paradoxa ingår i släktet Rhomphaea och familjen klotspindlar. Inga underarter finns listade i Catalogue of Life.